# Neohomaloptera
Neohomaloptera is een monotypisch geslacht van straalvinnige vissen uit de familie van de steenkruipers (Balitoridae).

## Soort
- Neohomaloptera johorensis (Herre, 1944)